# Tata Nano

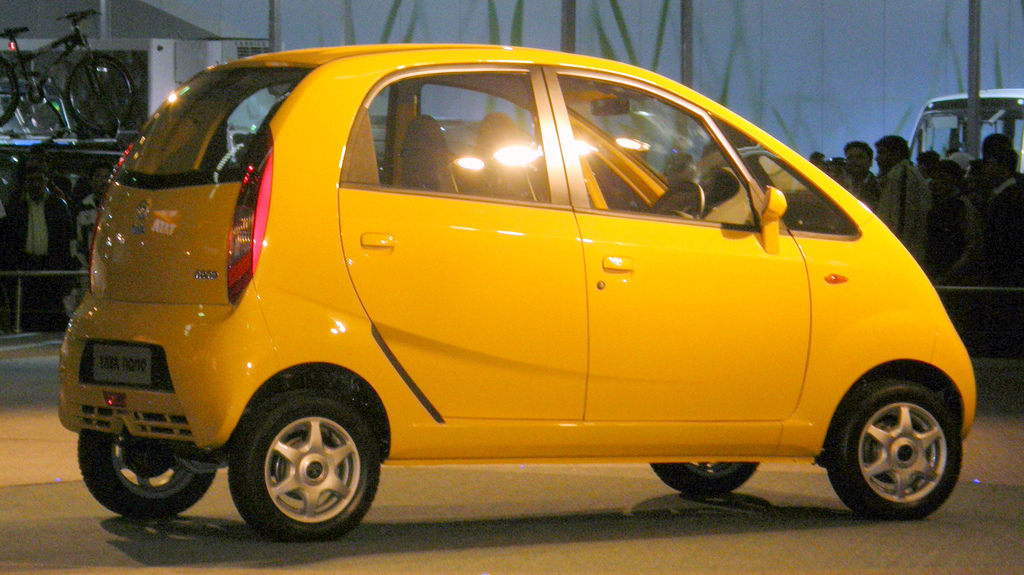
TATA Nano.

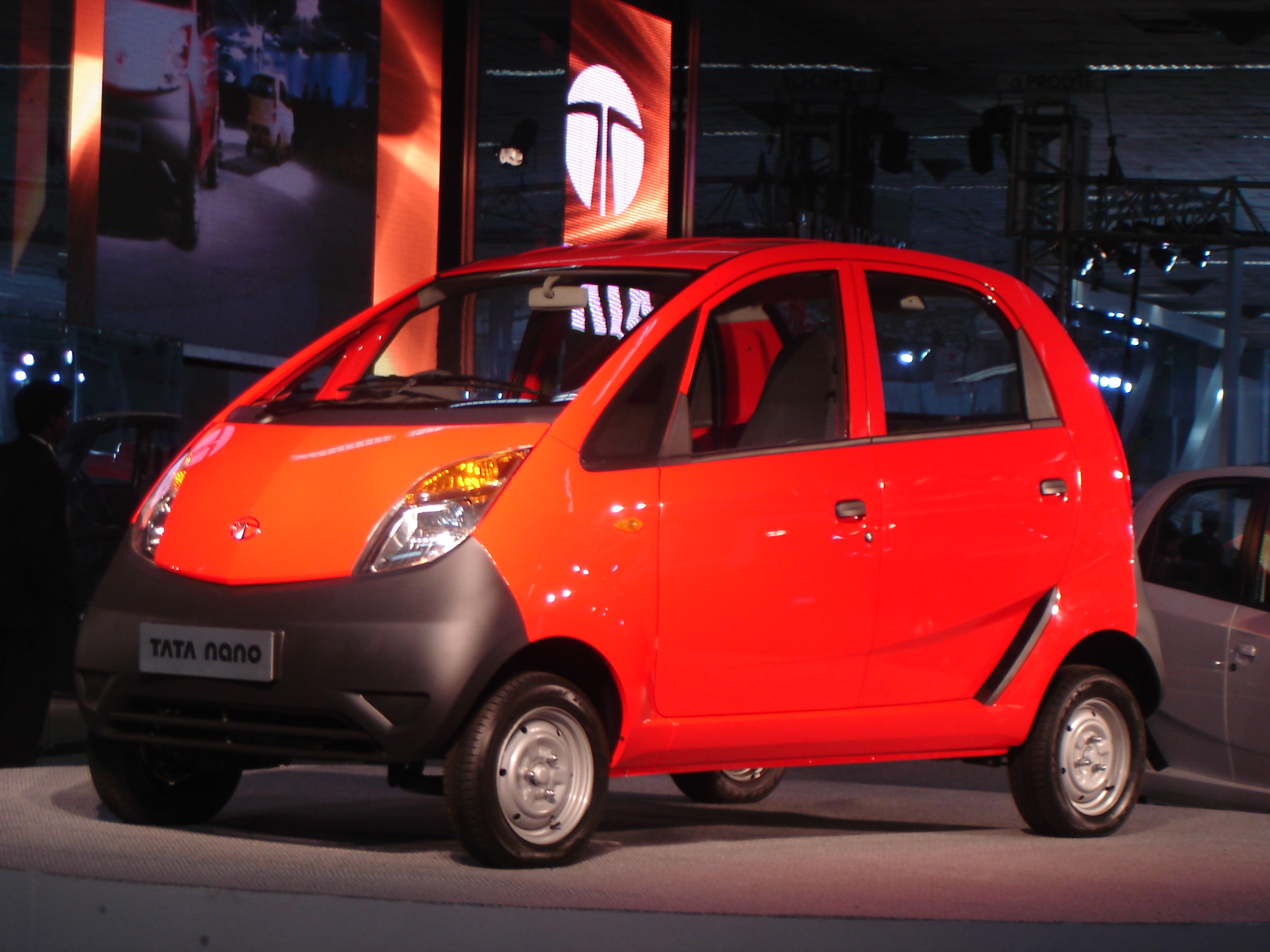
Tata Nano.

Tata Nano var en bilmodell från Tata Motors som presenterades 2008. Bilen omnämndes som världens genom tiderna billigaste bil (med hänsyn till inflation) och avsågs endast att kosta motsvarande 16 000 kronor.
Bilen skulle bli Indiens folkbil men den var så pass farlig att tillverkningen upphörde 2018.
2017 låg det verkliga priset i bilhandeln i Delhi för olika Nano-varianter från 225 000 rupier och uppåt.
Målgruppen var i första hand Indiens snabbt växande medelklass.

## Teknisk beskrivning
Tata Nano har en tvåcylindrig motor på cirka 0,7 liter och 33 hästkrafter, monterad bak (svansmotor) med drivning på bakhjulen. Den påminner på det viset om europeiska lågprisbilar från 1940-50-talen (Volkswagen Typ 1 ("Bubblan") och Renault 4CV med flera).
Bilen levererades med minsta möjliga utrustning och saknade i grundutförandet krockkuddar, fönsterhissar, servostyrning och luftkonditionering men kunde efterhand kompletteras på en rad punkter. Den såldes i något olika utföranden.